# Glycine soja
Glycine soja, або дика соя (раніше G. ussuriensis) — однорічна рослина родини бобових. Серед сучасних видів роду Glycine, цей вид є найспорідненішим з соєю (Glycine max).
Природний ареал дикої сої охоплює територію сходу Китаю, Японії, Кореї та далекосхідної Росії.